# SVP Disney
SVP Disney est une émission de télévision française pour la jeunesse diffusée chaque année à Noël de 1964 à 1987, sur la deuxième chaîne de l'ORTF, puis Antenne 2. Du fait de sa longévité, l'émission connaît plusieurs animateurs : 
- Pierre Tchernia, son créateur, de 1964 à 1978 ;
- Dorothée de 1979 à 1986, accompagnée par William Leymergie jusqu'en 1985, puis par Carlos (en 1986) ;
- Marie Dauphin, Alain Chaufour et Bertrand Boucheroy en 1987[1].

## Principe de l'émission
Au début de l'émission, une liste de classiques Disney était proposée. Les téléspectateurs téléphonaient au standard « SVP » pour choisir celui dans la liste dont ils souhaitaient voir un extrait.  Les extraits les plus plébiscités étaient ensuite diffusés tout au long de la soirée. 
Il s'agissait, à l'époque, du seul moyen possible de visionner des images des longs métrages estampillés Disney ailleurs qu'au cinéma.